# Xenistius peruanus
Xenistius peruanus és una espècie de peix pertanyent a la família dels hemúlids.

## Hàbitat
És un peix marí, demersal i de clima tropical.

## Distribució geogràfica
Es troba al Pacífic sud-oriental: el Perú.

## Observacions
És inofensiu per als humans.